# Porsche 907
Der Porsche 907 war ein Rennwagen der Porsche KG. Das Fahrzeug basierte auf dem Porsche 910 und war dessen Nachfolger. Der Wagen wurde vom Werksteam 1967 und 1968 bis zu seiner Ablösung durch den Porsche 908 in der Sportwagen-Weltmeisterschaft eingesetzt.
Von 1969 bis 1972 setzten einige private Teams den Rennwagen in der Sportwagen-Weltmeisterschaft, Sportwagen-Europameisterschaft und in der Interserie ein.

## Allgemeines
Im Oktober 1967 verkündete die FIA eine Reglementänderung in der Markenweltmeisterschaft für die Prototypen und Sportwagen. Ab der Saison 1968 durften nur noch Prototyp-Rennwagen mit einem Hubraum von maximal drei Litern eingesetzt werden. Bei den Sportwagen wurde die Hubraumgrenze auf fünf Liter herabgesetzt.
Durch die Reglementänderung durften Ferrari und Ford ihre stärksten und erfolgreichsten Rennwagen wie den Ferrari 330P4 und den Ford GT40 mit 7-Liter-Motor nicht weiter in der Rennserie einsetzen.
Porsche hatte die Entwicklung des 3-Liter-Achtzylinder-Boxermotors, der später im 908 eingesetzt wurde, noch nicht abgeschlossen und entschied mit dem 907 einen aerodynamisch optimierten Rennwagen auf Basis des 910 zu entwickeln, um auf den Hochgeschwindigkeitsrennstrecken wie Le Mans, Monza und Spa-Francorchamps mit den etablierten 2,0- und 2,2-Liter-Motoren die ersten Siege zu erzielen. Durch den kombinierten Einsatz des 907 und 910 hoffte Ferdinand Piëch, damals Entwicklungsleiter bei Porsche, die Sportwagen-Weltmeisterschaft zu gewinnen.

## Modellentwicklung

### 907 Langheck (1967–1968)

#### Karosserie

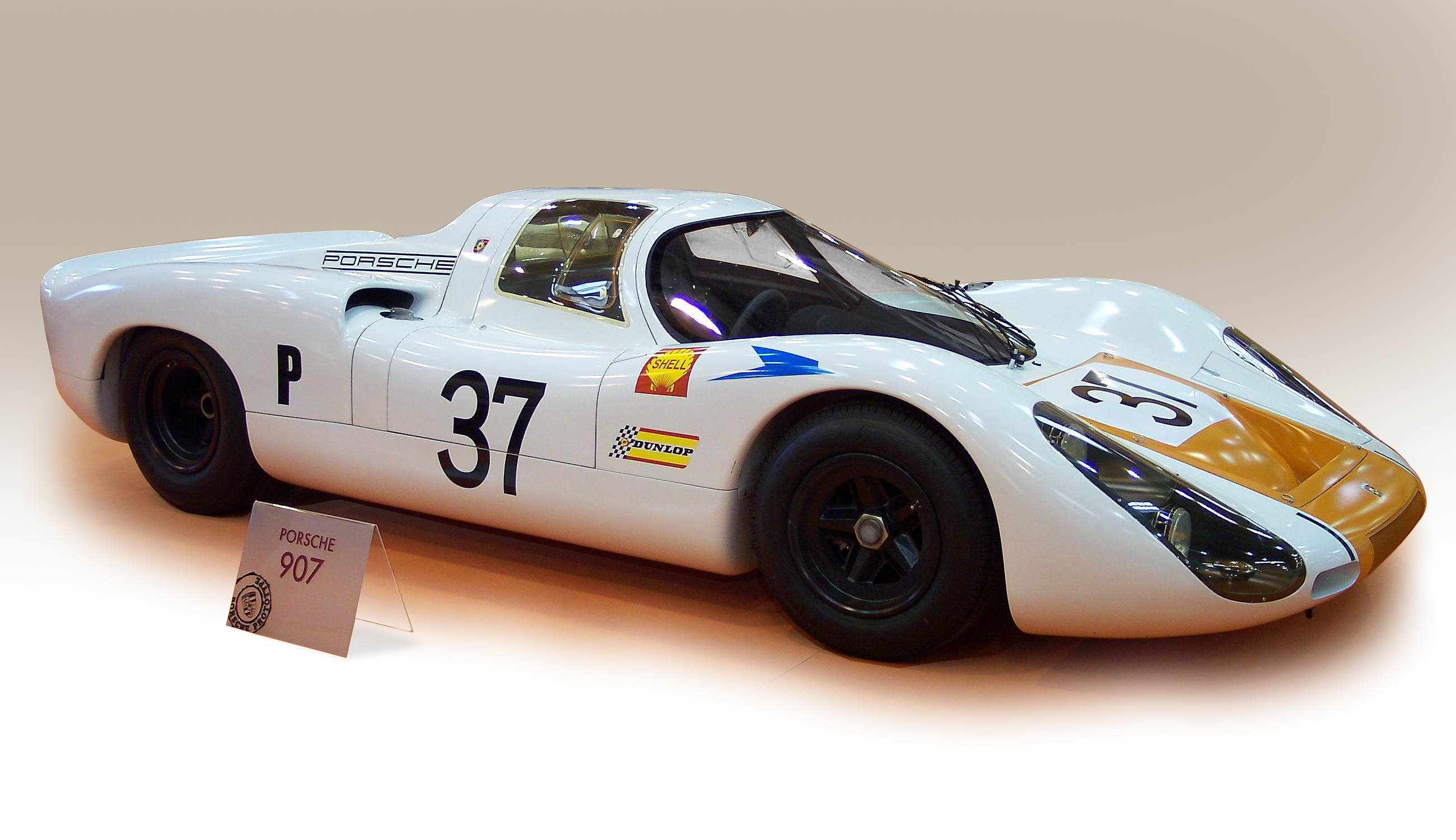
Porsche 907 Kurzheck Coupé

Der Aufbau des Gitterrohrrahmens des Porsche 907 und des 910 war weitgehend gleich. Die für den Le-Mans-Einsatz optimierte Karosserie des Langhecks war jedoch grundlegend neu und unterschied sich durch das gegenüber dem 910 um rund 0,5 Meter verlängerte Heck. Die Karosserie war stromlinienförmig gestaltet, um einen niedrigen Luftwiderstand zu bieten und dadurch hohe Endgeschwindigkeiten zu erreichen.
Dem Cockpit erhielt eine schlanke und lang gestreckte Form. Die Windschutzscheibe war länger als beim Vorgänger und hatte bereits die Form, wie sie später für den 908 Coupé übernommen wurde. Hinter dem Fahrersitz wurde das Cockpit mit einer durchsichtigen, mit Lüftungsschlitzen versehenen Kunststoffhaube bündig verlängert. Unter der Haube befand sich der Motor. An der Heckkante war eine durchgehende bewegliche Klappe angebracht, die sich über die Radaufhängung je nach Kurveneinfahrt verstellte und den optimalen Anpressdruck sicherstellte.

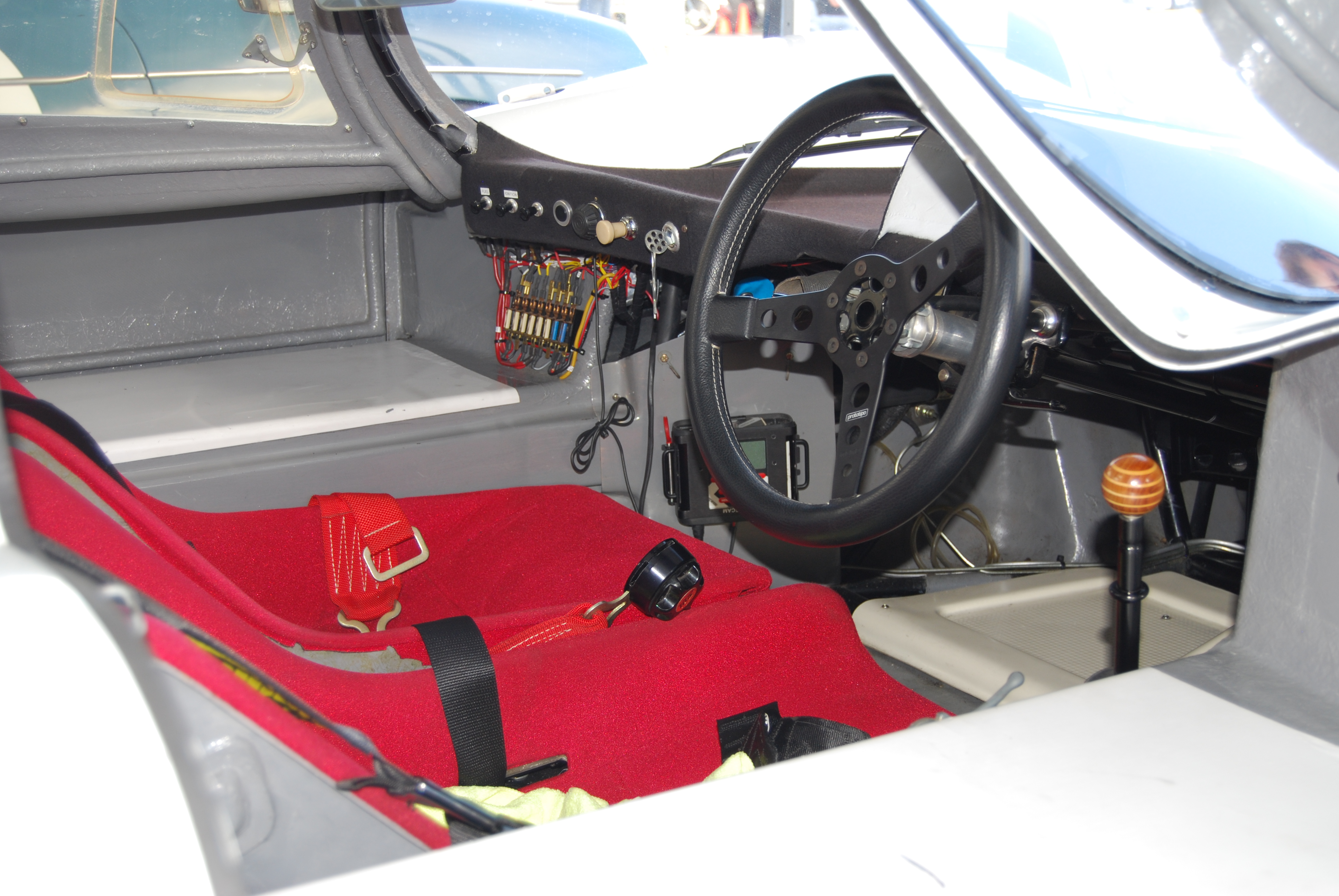
Cockpit eines Porsche 907 mit dem erstmals bei einem Porsche-Rennwagen rechts angeordneten Lenkrad.

Eine wichtige Neuerung waren das erstmals bei einem Porsche-Rennwagen auf der rechten Seite angeordnete Lenkrad und der Fahrersitz. Diese Anordnung brachte den Piloten auf den meisten Rennstrecken Vorteile, da sie im Uhrzeigersinn befahren wurden und so der Fahrer einen besseren Überblick erhielt.
In der ersten 1967 eingesetzten Langheckversion war an der Wagenfront noch keine Öffnung für die Frischluftzufuhr der Fahrer eingearbeitet. Durch mangelnde Luftzufuhr stieg die Temperatur im Cockpit während des Rennens stark an und es gelangten außerdem Abgase in den Innenraum. Diese für den Piloten zusätzliche Belastung wurde ab der Saison 1968 durch eine mittige Frontöffnung abgestellt.

#### Fahrwerk
Das Fahrgestell mit der Radaufhängung wurde nahezu unverändert vom Porsche 910 übernommen. Der 907 hatte eine Einzelradaufhängung mit Doppelquerlenkern sowie vorn e und hinten Schraubenfedern und hydraulische Teleskopstoßdämpfer. An Vorder- und Hinterachse waren verstellbare Stabilisatoren eingebaut.
Die Scheibenbremsen wurden hydraulisch über ein Zweikreissystem angesprochen. Das Hydrauliksystem war in einen vorderen und hinteren Kreis geteilt, deren Bremskraftverteilung individuell verstellt werden konnte.
Die beim 910 an der Vorderachse getesteten innenbelüftete Bremsscheiben waren beim 907 Standard.
Der Wagen fuhr vorn auf 8J×13-Felgen mit 5.25-13-Reifen und hinten auf 9,5J×13-Felgen mit 7.00-13-Reifen. Die bereits beim 910 verwendeten leichten 13-Zoll-Räder mit Zentralverschluss bestanden aus Magnesium-Druckguss.

#### Motor und Getriebe
Die beiden 1967 beim 24-Stunden-Rennen von Le Mans eingesetzten Langheck-Coupés wurden mit dem bewährten luftgekühlten 2,0-Liter-Sechszylinder-Boxermotor vom Typ 901 ausgestattet, der auch im Porsche 906 und 910 eingesetzt wurde. Die Ventilsteuerung je Zylinderreihe erfolgte über eine durch eine Kette angetriebene Nockenwelle. Der Motor hatte eine Benzineinspritzung und leistete bei 8000/min maximal 162 kW (220 PS).
Die später eingesetzten Langheck-Fahrzeuge erhielten den leistungsstärkeren 2,2-Liter-Achtzylinder-Boxermotor vom Typ 771. Dieser ebenfalls luftgekühlte Einspritzer-Motor hatte zwei durch Königswellen angetriebene Nockenwellen je Zylinderreihe für die Ventilsteuerung. Mit einer Verdichtung von 10,2 : 1 leistete der Motor 198 kW (270 PS) bei einer maximalen Drehzahl von 8600/min.
Alle Wagen hatten ein vollsynchronisiertes Fünfgang-Schaltgetriebe des Typs 906 mit einem Sperrdifferenzial.

### 907 Kurzheck (1968)

#### Karosserie
Die mit dem 910 Bergspyder in der Europa-Bergmeisterschaft 1967 gesammelten positiven Erfahrungen setzte Porsche teilweise in dem 907 Kurzheck Coupé um. Wie beim Bergspyder wurde der Gitterrohrrahmen aus Aluminium statt aus Stahl gefertigt, um Gewicht einzusparen.
Die Außenhaut ähnelte dem 910 Coupé. Jedoch war das Cockpit wie beim 1967 aufgebauten 907 Langheck schmal und mit seiner flachen Windschutzscheibe stromlinienförmiger als beim 910. Die hochgezogenen bis ins Dach reichenden Seitenfenster ermöglichten einen guten Rundumblick. Im Gegensatz zum Langheck war der Motor nicht von einer durchsichtigen Kunststoffhaube abgedeckt. Wie beim 910 endete das Cockpitdach mit einer Abrisskante. Unter der waagerecht zum Heck in Wagenfarbe lackierten Kunststoffplatte lagen die Lufteinlassöffnungen und das Gebläse des Motors. Das nach hinten aufklappbare Heck hatte einen feststehenden Spoiler.

#### Fahrwerk
Das Fahrwerk des 907 Langheck wurde für das Kurzheck Coupé unverändert übernommen. Einziger Unterschied zwischen beiden Fahrzeugen waren die an der Hinterachse montierten 13-Zoll-Felgen. Beim Kurzheck setzten die Entwickler statt der 9,5 Zoll breiten, neue 12 Zoll breite Felgen ein.

#### Motor und Getriebe
Beim 1968 eingeführten Coupé baute Porsche zu Beginn an den luftgekühlten 2,2-Liter-Achtzylinder-Boxermotor, der maximal 198 kW (270 PS) leistete, ein.
Das bewährte Fünfgang-Schaltgetriebe Typ 906 wurde unverändert vom Porsche 907 Langheck übernommen.
Nach der Markenweltmeisterschafts-Saison 1968 erhielten einige an Kunden verkaufte Porsche 907 den Achtzylinder-Boxermotor vom Typ 771 mit dem 2-Liter-Hubraum. Dieser luftgekühlte Einspritzer-Motor hatte mit dem Verhältnis von 10,4 : 1 eine höhere Verdichtung als die 2,2-Liter-Version und leistete bei einer Drehzahl von 8800/min maximal 191 kW (260 PS).

## Rennhistorie

### 1967 – Der erste Einsatz in Le Mans
Beim 24-Stunden-Rennen von Le Mans 1967 setzte Porsche erstmals den neu entwickelten und für dieses Rennen optimierte 907 Langheck ein. An den Start gingen zwei Fahrzeuge, von denen der von Jochen Rindt und Gerhard Mitter gefahrene Wagen nach der 103. Runde mit defekter Nockenwelle vorzeitig ausschied. Dagegen konnten sich Joseph Siffert und Hans Herrmann mit ihrem Wagen auf den fünften Rang hinter jeweils zwei Ford GT40 und Ferrari 330P4 platzieren und den Sieg in der P2.0-Klasse feiern. Auf der langen Mulsanne-Geraden erreichte der mit einem 2-Liter-Sechszylinder-Boxermotor ausgestattete Rennwagen eine Höchstgeschwindigkeit von 302 km/h. Durch den geringen Treibstoffverbrauch von 14,51 Litern auf 100 km gewann Porsche mit dem Wagen die begehrte Index- und Performance-Wertung.
Den zweiten und letzten Einsatz in der Sportwagen-Weltmeisterschafts-Saison 1967 hatte der 907 Langheck beim 6-Stunden-Rennen von Brands Hatch. Dort wurde der Wagen bereits mit dem 2,2-Liter-Achtzylinder-Boxermotor eingesetzt. Das Rennen beendeten Hans Herrmann und Jochen Neerpasch mit dem vierten Platz in der Gesamtwertung hinter dem von Joseph Siffert und Bruce McLaren pilotierten Porsche 910.

### 1968 – Klassensieg in der Markenweltmeisterschaft

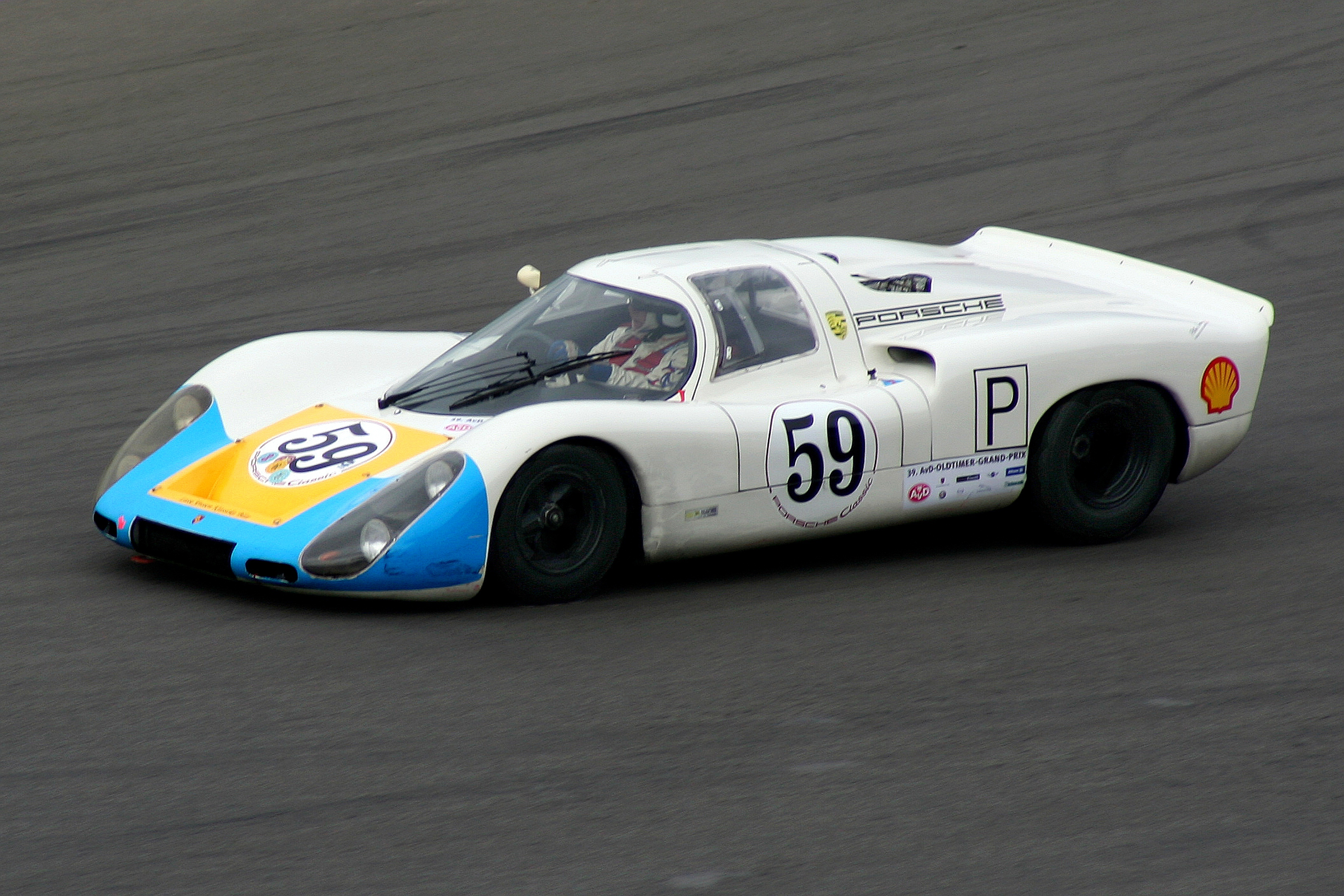
Porsche 907 beim AvD-Oldtimer-Grand-Prix 2011 auf dem Nürburgring

Für die Saison 1968 rechnete sich Porsche reale Aussichten auf den Titelgewinn der Sportwagen-Weltmeisterschaft aus. Ferrari blieb aus Protest wegen der FIA-Reglementsänderung von allen Läufen fern und Ford konnte seinen starken GT40 nicht einsetzen und entwickelte den Ford P68 als Konkurrenz zu den Porsche-Rennwagen.
Die ersten Ergebnisse der ersten beiden WM-Läufe erfüllten die Erwartungen von Porsche. Beim 24-Stunden-Rennen von Daytona fuhren von vier gestarteten 907 Langheck mit 2,2-Liter-Motor drei auf die ersten Plätze zum Dreifachsieg. Die einzigen vergleichbaren Prototypen waren die Alfa Romeo Tipo 33/2 mit 2-Liter-Motor, die jedoch chancenlos blieben. Im folgenden 12-Stunden-Rennen von Sebring erreichten die Porsche 907 Kurzheck einen Doppelsieg vor zwei Chevrolet Camaro.
Ford hatte bis zum dritten Rennen im Reglement die Absenkung auf 50 produzierte Fahrzeuge die für die Sportwagen-Homologation notwendig waren, genutzt und trat mit der 4,7-Liter-Straßenversion des GT40 in der S5.0-Klasse beim 6-Stunden-Rennen von Brands Hatch an.
Die beiden von Gerhard Mitter und Ludovico Scarfiotti sowie Vic Elford und Jochen Neerpasch gefahrenen 907 beendeten das Rennen auf dem zweiten und dritten Platz hinter dem Ford GT40 von Jacky Ickx und Brian Redman. Im nächsten Rennen in Monza erreichten Rolf Stommelen und Jochen Neerpasch mit ihrem Langheck-Coupé hinter einem vom John Wyer Automotive-Team eingesetzten GT40 den zweiten Rang und P3.0-Klassensieg.
Bei der Targa Florio siegte der von Vic Elford und Umberto Maglioli pilotierte 907 vor zwei Alfa Romeo Tipo 33/2 und bescherte Porsche den dritten Gesamtsieg in der Saison. Maßgeblichen Anteil an dem Sieg hatte Vic Elford, der nach einem Reifenschaden mit einem neuen Rundenrekord den ersten Platz vor den Alfa Romeo-Wagen verteidigen konnte.
Beim 1000-km-Rennen am Nürburgring setzte Porsche erstmals den 908 ein, der mit Joseph Siffert und Vic Elford siegte. Der von Hans Herrmann und Rolf Stommelen pilotierte 907 Kurzheck erreichte den zweiten Platz vor einem Ford GT40. Beim Rennen in Spa-Francorchamps setzte das Werksteam den 907 zum letzten Mal ein. Der von Gerhard Mitter und Jo Schlesser gefahrene Wagen kam hinter dem GT40 von Jacky Ickx und Brian Redman auf den zweiten Platz in der Gesamtwertung.
Im 6-Stunden-Rennen von Watkins Glen, beim 500-km-Rennen am Österreichring und beim 24-Stunden-Rennen von Le Mans ging das Werksteam nur noch mit dem Porsche 908 an den Start. Der 907 wurde erst wieder durch das Schweizer Privatteam Squadra Tartaruga in Le Mans neben den Werks-908 eingesetzt. Der von Rico Steinemann und Dieter Spoerry pilotierte Langheck-Rennwagen platzierte sich noch vor einem 908 auf den zweiten Gesamtrang und erreichte den Sieg in der P3.0-Klasse. Das Rennen gewann der GT40 mit Pedro Rodríguez und Lucien Bianchi vom John Wyer Automotive-Team.
Porsche verpasste den Markenweltmeisterschafts-Titel, der an Ford ging und musste sich mit dem P3.0-Klassensieg begnügen.

### 1969 und 1970 – Einsätze in der Sportwagen-Welt- und Europa-Meisterschaft
Wie schon zum Ende der Rennsaison 1968 setzte das Porsche-Werksteam nur noch den 908 in der Lang- und Kurzheck-Version sowie ab Juni 1969 den Porsche 917 in der Sportwagen-Weltmeisterschaft ein. Der Porsche 907 wurde an private Teams verkauft, die diesen erfolgreich 1969 und 1970 in WM-Läufen einsetzten.
Besonders herausragend waren die Ergebnisse 1969 beim 12-Stunden-Rennen von Sebring und beim 1000-km-Rennen von Monza. In Sebring fuhren Àlex Soler-Roig und Rudi Lins den 907 auf den vierten Rang. In Monza konnten Gerhard Koch und Hans-Dieter Dechent mit dem 907 des German BG Racing Teams einen dritten Platz in der Gesamtwertung feiern.
1970 starteten die privaten Teams mit dem 907 in der P2.0-Klasse der Markenweltmeisterschaft. Dort konnten in den 1000-km-Rennen von Monza, Spa-Francorchamps und am Nürburgring das Team Wicky Racing und Hans-Dieter Blatzheim Klassensiege herausfahren.
Der Porsche 907 wurde 1970 teilweise auch als Spyder-Umbau von einigen Privatfahrern in der neu gegründeten Sportwagen-Europameisterschaft für 2-Liter-Sportwagen und -Prototypen eingesetzt. Dort musste sich der Rennwagen hauptsächlich gegen Fahrzeuge wie den Chevron B16, Abarth 2000S, Lola T210 und Porsche 910 behaupten. Beim 300-km-Rennen von Hämeenlinna erreichte Willi Kauhsen mit einem Spyder-Umbau einen zweiten Platz und beim Südwestpokal in Hockenheim fuhr Hans-Dieter Blatzheim mit einem Coupé auf den dritten Rang im Endergebnis. Nach der Saison 1970 wurde der 907 nicht mehr in der Europameisterschaft eingesetzt.
Neben der Sportwagen-Europameisterschaft starteten 1970 einige Privatfahrer mit dem 907 ebenfalls in einigen Rennen der Interserie und erzielten dort Top-Ten-Plätze.

### 1971 bis 1972 – Die letzten Einsätze
1971 und 1972 wurde der 907 nur noch vom Wicky Racing Team in drei Markenweltmeisterschaftsläufen erfolgreich eingesetzt. Beim 24-Stunden-Rennen von Le Mans 1971 konnten Walter Brun und Peter Mattli den 7. Rang in der Gesamtwertung und den Sieg in der P2.0-Klasse feiern. Ein Jahr später errangen Peter Mattli und Hervé Bayard beim 1000-km-Rennen von Monza den vierten Rang hinter zwei Ferrari 312 PB und einem Porsche 908/03 in der Gesamtwertung. In Le Mans, bei seinem letzten Einsatz, fuhr der 907 des Teams auf den 18. Platz und dem zweiten Rang in der S2.0-Wertung.

### Die Ergebnisse 1967 bis 1972
1967
| Sportwagen-Weltmeisterschaft 1967 | Sportwagen-Weltmeisterschaft 1967 | Sportwagen-Weltmeisterschaft 1967 | Sportwagen-Weltmeisterschaft 1967 | Sportwagen-Weltmeisterschaft 1967 | Sportwagen-Weltmeisterschaft 1967 |
| Rennen                            | Rennen                            | Rennen                            | Rennen                            | Rennen                            | Rennen                            |
| Pos.                              | Nr.                               | Team                              | Fahrer                            | Chassistyp                        | Motortyp                          |
| --------------------------------- | --------------------------------- | --------------------------------- | --------------------------------- | --------------------------------- | --------------------------------- |
| 24-Stunden-Rennen von Le Mans     |                                   |                                   |                                   |                                   |                                   |
| 5                                 | 41                                | Porsche System Engineering        | Jo Siffert Hans Herrmann          | 907 LH                            | 2,0 l                             |
| 6-Stunden-Rennen von Brands Hatch |                                   |                                   |                                   |                                   |                                   |
| 4                                 | 12                                | Porsche System Engineering        | Hans Herrmann Jochen Neerpasch    | 907 LH                            | 2,2 l                             |

1968
| Sportwagen-Weltmeisterschaft 1968    | Sportwagen-Weltmeisterschaft 1968 | Sportwagen-Weltmeisterschaft 1968 | Sportwagen-Weltmeisterschaft 1968  | Sportwagen-Weltmeisterschaft 1968 | Sportwagen-Weltmeisterschaft 1968 |
| Rennen                               | Rennen                            | Rennen                            | Rennen                             | Rennen                            | Rennen                            |
| Pos.                                 | Nr.                               | Team                              | Fahrer                             | Chassistyp                        | Motortyp                          |
| ------------------------------------ | --------------------------------- | --------------------------------- | ---------------------------------- | --------------------------------- | --------------------------------- |
| 24-Stunden-Rennen von Daytona        |                                   |                                   |                                    |                                   |                                   |
| 1                                    | 54                                | Porsche System Engineering        | Vic Elford Jochen Neerpasch        | 907 LH                            | 2,2 l                             |
| 2                                    | 52                                | Porsche System Engineering        | Jo Siffert Hans Herrmann           | 907 LH                            | 2,2 l                             |
| 3                                    | 51                                | Porsche System Engineering        | Jo Schlesser Joe Buzzetta          | 907 LH                            | 2,2 l                             |
| 12-Stunden-Rennen von Sebring        |                                   |                                   |                                    |                                   |                                   |
| 1                                    | 49                                | Porsche System Engineering        | Jo Siffert Hans Herrmann           | 907                               | 2,2 l                             |
| 2                                    | 51                                | Porsche System Engineering        | Vic Elford Jochen Neerpasch        | 907                               | 2,2 l                             |
| 6-Stunden-Rennen von Brands Hatch    |                                   |                                   |                                    |                                   |                                   |
| 2                                    | 38                                | Porsche System Engineering        | Gerhard Mitter Ludovico Scarfiotti | 907                               | 2,2 l                             |
| 3                                    | 36                                | Porsche System Engineering        | Vic Elford Jochen Neerpasch        | 907                               | 2,2 l                             |
| 1000-km-Rennen von Monza             |                                   |                                   |                                    |                                   |                                   |
| 2                                    | 3                                 | Porsche System Engineering        | Rolf Stommelen Jochen Neerpasch    | 907 LH                            | 2,2 l                             |
| Targa Florio                         |                                   |                                   |                                    |                                   |                                   |
| 1                                    | 224                               | Porsche System Engineering        | Vic Elford Umberto Maglioli        | 907                               | 2,2 l                             |
| 4                                    | 222                               | Porsche System Engineering        | Hans Herrmann Jochen Neerpasch     | 907                               | 2,2 l                             |
| 18                                   | 226                               | Porsche System Engineering        | Jo Siffert Rolf Stommelen          | 907                               | 2,2 l                             |
| 1000-km-Rennen auf dem Nürburgring   |                                   |                                   |                                    |                                   |                                   |
| 2                                    | 3                                 | Porsche System Engineering        | Hans Herrmann Rolf Stommelen       | 907                               | 2,2 l                             |
| 4                                    | 4                                 | Porsche System Engineering        | Jochen Neerpasch Joe Buzzetta      | 907                               | 2,2 l                             |
| 1000-km-Rennen von Spa-Francorchamps |                                   |                                   |                                    |                                   |                                   |
| 2                                    | 4                                 | Porsche System Engineering        | Gerhard Mitter Jo Schlesser        | 907                               | 2,2 l                             |
| 24-Stunden-Rennen von Le Mans        |                                   |                                   |                                    |                                   |                                   |
| 2                                    | 66                                | Squadra Tartaruga                 | Rico Steinemann Dieter Spoerry     | 907 LH                            | 2,2 l                             |

1969
| Sportwagen-Weltmeisterschaft 1969  | Sportwagen-Weltmeisterschaft 1969 | Sportwagen-Weltmeisterschaft 1969 | Sportwagen-Weltmeisterschaft 1969     | Sportwagen-Weltmeisterschaft 1969 | Sportwagen-Weltmeisterschaft 1969 |
| Rennen                             | Rennen                            | Rennen                            | Rennen                                | Rennen                            | Rennen                            |
| Pos.                               | Nr.                               | Team                              | Fahrer                                | Chassistyp                        | Motortyp                          |
| ---------------------------------- | --------------------------------- | --------------------------------- | ------------------------------------- | --------------------------------- | --------------------------------- |
| 12-Stunden-Rennen von Sebring      |                                   |                                   |                                       |                                   |                                   |
| 4                                  |                                   | Escuderia Nacional SC             | Àlex Soler-Roig Rudi Lins             | 907                               | 2,2 l                             |
| 6-Stunden-Rennen von Brands Hatch  |                                   |                                   |                                       |                                   |                                   |
| 10                                 | 62                                | German BG Racing Team             | Gerhard Koch Hans-Dieter Dechent      | 907                               | 2,2 l                             |
| 1000-km-Rennen von Monza           |                                   |                                   |                                       |                                   |                                   |
| 3                                  | 10                                | German BG Racing Team             | Gerhard Koch Hans-Dieter Dechent      | 907                               | 2,2 l                             |
| Targa Florio                       |                                   |                                   |                                       |                                   |                                   |
| 6                                  | 276                               | German BG Racing Team             | Gerhard Koch Hans-Dieter Dechent      | 907                               | 2,2 l                             |
| 7                                  | 278                               | Corrado Manfredini                | Corrado Manfredini Luciano Selva      | 907                               | 2,2 l                             |
| 1000-km-Rennen auf dem Nürburgring |                                   |                                   |                                       |                                   |                                   |
| 10                                 | 18                                | German BG Racing Team             | Gerhard Koch Hans-Dieter Dechent      | 907                               | 2,2 l                             |
| 14                                 | 38                                | Piccionaia Racing Team            | Silvio Moser Antonio Nicodemi         | 907                               | 2,0 l                             |
| 28                                 | 36                                | Picchio Rosso                     | Giampiero Biscaldi Corrado Manfredini | 907                               | 2,0 l                             |
| 1000-km-Rennen von Zeltweg         |                                   |                                   |                                       |                                   |                                   |
| 10                                 | 12                                | Helmut Krause                     | Helmut Krause Hans-Dieter Weigel      | 907                               | 2,2 l                             |

1970
| Sportwagen-Weltmeisterschaft 1970    | Sportwagen-Weltmeisterschaft 1970 | Sportwagen-Weltmeisterschaft 1970 | Sportwagen-Weltmeisterschaft 1970   | Sportwagen-Weltmeisterschaft 1970 | Sportwagen-Weltmeisterschaft 1970 |
| Rennen                               | Rennen                            | Rennen                            | Rennen                              | Rennen                            | Rennen                            |
| Pos.                                 | Nr.                               | Team                              | Fahrer                              | Chassistyp                        | Motortyp                          |
| ------------------------------------ | --------------------------------- | --------------------------------- | ----------------------------------- | --------------------------------- | --------------------------------- |
| 1000-km-Rennen von Monza             |                                   |                                   |                                     |                                   |                                   |
| 15                                   | 53                                | Wicky Racing Team                 | André Wicky Mário Cabral            | 907                               | 2,0 l                             |
| 17                                   | 52                                | Hans-Dieter Blatzheim             | Hans-Dieter Blatzheim Helmut Krause | 907                               | 2,0 l                             |
| Targa Florio                         |                                   |                                   |                                     |                                   |                                   |
| 12                                   | 60                                | Antonio Nicodemi                  | Giampiero Moretti Antonio Nicodemi  | 907                               | 2,0 l                             |
| 1000-km-Rennen von Spa-Francorchamps |                                   |                                   |                                     |                                   |                                   |
| 13                                   | 15                                | Hans-Dieter Blatzheim             | Hans-Dieter Blatzheim Ernst Kraus   | 907                               | 2,0 l                             |
| 1000-km-Rennen auf dem Nürburgring   |                                   |                                   |                                     |                                   |                                   |
| 9                                    | 29                                | Wicky Racing Team                 | André Wicky Mário Cabral            | 907                               | 2,0 l                             |

| Sportwagen-Europameisterschaft 1970 | Sportwagen-Europameisterschaft 1970 | Sportwagen-Europameisterschaft 1970 | Sportwagen-Europameisterschaft 1970 | Sportwagen-Europameisterschaft 1970 | Sportwagen-Europameisterschaft 1970 |
| Rennen                              | Rennen                              | Rennen                              | Rennen                              | Rennen                              | Rennen                              |
| Pos.                                | Nr.                                 | Team                                | Fahrer                              | Chassistyp                          | Motortyp                            |
| ----------------------------------- | ----------------------------------- | ----------------------------------- | ----------------------------------- | ----------------------------------- | ----------------------------------- |
| 300-km-Rennen von Hämeenlina        |                                     |                                     |                                     |                                     |                                     |
| 2                                   |                                     | German BG Racing Team               | Willi Kauhsen                       | 907 Spyder                          | 2,0 l                               |
| Taurenpokal, Salzburgring           |                                     |                                     |                                     |                                     |                                     |
| 6                                   |                                     | Scuderia Auto Neuser                | Helmut Krause                       | 907                                 | 2,0 l                               |
| Südwestpokal, Hockenheim            |                                     |                                     |                                     |                                     |                                     |
| 3                                   | 20                                  | Hans-Dieter Blatzheim               | Hans-Dieter Blatzheim               | 907                                 | 2,0 l                               |
| 6                                   |                                     | Scuderia Auto Neuser                | Helmut Krause                       | 907                                 | 2,0 l                               |
| 7                                   |                                     | Wicky Racing Team                   | André Wicky                         | 907                                 | 2,0 l                               |
| Großer Preis von Mugello            |                                     |                                     |                                     |                                     |                                     |
| 11                                  | 23                                  | Zitro Racing Team                   | Dominique Martin                    | 907                                 | 2,0 l                               |
| 12                                  | 33                                  | Hans-Dieter Blatzheim               | Hans-Dieter Blatzheim               | 907                                 | 2,0 l                               |

| Interserie 1970                    | Interserie 1970 | Interserie 1970       | Interserie 1970       | Interserie 1970 | Interserie 1970 |
| Rennen                             | Rennen          | Rennen                | Rennen                | Rennen          | Rennen          |
| Pos.                               | Nr.             | Team                  | Fahrer                | Chassistyp      | Motortyp        |
| ---------------------------------- | --------------- | --------------------- | --------------------- | --------------- | --------------- |
| 200-Meilen-Rennen von Nürnberg     |                 |                       |                       |                 |                 |
| 10                                 |                 | Zitro Racing Team     | Dominique Martin      | 907             | 2,0 l           |
| 13                                 |                 | Helmut Krause         | Helmut Krause         | 907             | 2,0 l           |
| Großer Preis von Finnland, Keimola |                 |                       |                       |                 |                 |
| 9                                  | 17              | Hans-Dieter Blatzheim | Hans-Dieter Blatzheim | 907             | 2,0 l           |
| 10                                 | 7               | Helmut Krause         | Helmut Krause         | 907             | 2,0 l           |
| 300-Meilen-Rennen von Hockenheim   |                 |                       |                       |                 |                 |
| 7                                  |                 | Hans-Dieter Blatzheim | Hans-Dieter Blatzheim | 907             | 2,0 l           |
| 9                                  |                 | Hans-Dieter Weigel    | Hans-Dieter Weigel    | 907             | 2,0 l           |
| 11                                 |                 | Helmut Krause         | Helmut Krause         | 907             | 2,0 l           |

1971
| Sportwagen-Weltmeisterschaft 1971 | Sportwagen-Weltmeisterschaft 1971 | Sportwagen-Weltmeisterschaft 1971 | Sportwagen-Weltmeisterschaft 1971 | Sportwagen-Weltmeisterschaft 1971 | Sportwagen-Weltmeisterschaft 1971 |
| Rennen                            | Rennen                            | Rennen                            | Rennen                            | Rennen                            | Rennen                            |
| Pos.                              | Nr.                               | Team                              | Fahrer                            | Chassistyp                        | Motortyp                          |
| --------------------------------- | --------------------------------- | --------------------------------- | --------------------------------- | --------------------------------- | --------------------------------- |
| 24-Stunden-Rennen von Le Mans     |                                   |                                   |                                   |                                   |                                   |
| 7                                 | 49                                | Wicky Racing Team                 | Walter Brun Peter Mattli          | 907                               | 2,0 l                             |

1972
| Sportwagen-Weltmeisterschaft 1972 | Sportwagen-Weltmeisterschaft 1972 | Sportwagen-Weltmeisterschaft 1972 | Sportwagen-Weltmeisterschaft 1972     | Sportwagen-Weltmeisterschaft 1972 | Sportwagen-Weltmeisterschaft 1972 |
| Rennen                            | Rennen                            | Rennen                            | Rennen                                | Rennen                            | Rennen                            |
| Pos.                              | Nr.                               | Team                              | Fahrer                                | Chassistyp                        | Motortyp                          |
| --------------------------------- | --------------------------------- | --------------------------------- | ------------------------------------- | --------------------------------- | --------------------------------- |
| 1000-km-Rennen von Monza          |                                   |                                   |                                       |                                   |                                   |
| 4                                 | 35                                | Wicky Racing Team                 | Peter Mattli Hervé Bayard             | 907                               | 2,0 l                             |
| 24-Stunden-Rennen von Le Mans     |                                   |                                   |                                       |                                   |                                   |
| 18                                | 24                                | Wicky Racing Team                 | Peter Mattli Hervé Bayard Walter Brun | 907                               | 2,0 l                             |

## Technische Daten
Der Porsche 907 wurde von 1967 bis 1968 in folgenden Ausführungen produziert und eingesetzt:
| Porsche 907:               | 907 Langheck (Le Mans 1967)                                               | 907 Langheck                                                              | 907 Kurzheck                                                              | 907 Kurzheck                                                              |
| -------------------------- | ------------------------------------------------------------------------- | ------------------------------------------------------------------------- | ------------------------------------------------------------------------- | ------------------------------------------------------------------------- |
| Motor:                     | 6-Zylinder-Boxermotor (Viertakt)                                          | 8-Zylinder-Boxermotor (Viertakt)                                          | 8-Zylinder-Boxermotor (Viertakt)                                          | 8-Zylinder-Boxermotor (Viertakt)                                          |
| Hubraum:                   | 1991 cm³                                                                  | 2195 cm³                                                                  | 2195 cm³                                                                  | 1981 cm³                                                                  |
| Bohrung × Hub:             | 80,0 × 66,0 mm                                                            | 80,0 × 54,6 mm                                                            | 80,0 × 54,6 mm                                                            | 76,0 × 54,6 mm                                                            |
| Leistung bei 1/min:        | 162 kW (220 PS) bei 8000                                                  | 198 kW (270 PS) bei 8600                                                  | 198 kW (270 PS) bei 8600                                                  | 191 kW (260 PS) bei 8800                                                  |
| Max. Drehmoment bei 1/min: | 206 Nm bei 6400                                                           | 230 Nm bei 7000                                                           | 230 Nm bei 7000                                                           | 211 Nm bei 7100                                                           |
| Verdichtung:               | 10,3 : 1                                                                  | 10,2 : 1                                                                  | 10,2 : 1                                                                  | 10,4 : 1                                                                  |
| Ventilsteuerung:           | je eine obenliegende Nockenwelle, Kettensteuerung                         | je zwei obenliegende Nockenwellen, Königswellensteuerung                  | je zwei obenliegende Nockenwellen, Königswellensteuerung                  | je zwei obenliegende Nockenwellen, Königswellensteuerung                  |
| Kühlung:                   | Luftkühlung (Gebläse)                                                     | Luftkühlung (Gebläse)                                                     | Luftkühlung (Gebläse)                                                     | Luftkühlung (Gebläse)                                                     |
| Getriebe:                  | vollsynchronisiertes 5-Gang-Getriebe, Sperrdifferenzial, Hinterradantrieb | vollsynchronisiertes 5-Gang-Getriebe, Sperrdifferenzial, Hinterradantrieb | vollsynchronisiertes 5-Gang-Getriebe, Sperrdifferenzial, Hinterradantrieb | vollsynchronisiertes 5-Gang-Getriebe, Sperrdifferenzial, Hinterradantrieb |
| Bremsen:                   | Zweikreis-Scheibenbremsen                                                 | Zweikreis-Scheibenbremsen                                                 | Zweikreis-Scheibenbremsen                                                 | Zweikreis-Scheibenbremsen                                                 |
| Radaufhängung vorn:        | Querlenker mit Längszugstreben, querliegender Stabilisator                | Querlenker mit Längszugstreben, querliegender Stabilisator                | Querlenker mit Längszugstreben, querliegender Stabilisator                | Querlenker mit Längszugstreben, querliegender Stabilisator                |
| Radaufhängung hinten:      | Querlenker mit Längsschubstreben, querliegender Stabilisator              | Querlenker mit Längsschubstreben, querliegender Stabilisator              | Querlenker mit Längsschubstreben, querliegender Stabilisator              | Querlenker mit Längsschubstreben, querliegender Stabilisator              |
| Federung vorn:             | Schraubenfedern                                                           | Schraubenfedern                                                           | Schraubenfedern                                                           | Schraubenfedern                                                           |
| Federung hinten:           | Schraubenfedern                                                           | Schraubenfedern                                                           | Schraubenfedern                                                           | Schraubenfedern                                                           |
| Karosserie:                | Kunststoffkarosserie mit Gitterrohrrahmen                                 | Kunststoffkarosserie mit Gitterrohrrahmen                                 | Kunststoffkarosserie mit Gitterrohrrahmen                                 | Kunststoffkarosserie mit Gitterrohrrahmen                                 |
| Spurweite vorn/hinten:     | 1462/1403 mm                                                              | 1462/1403 mm                                                              | 1338/1402 mm                                                              | 1338/1402 mm                                                              |
| Radstand:                  | 2300 mm                                                                   | 2300 mm                                                                   | 2300 mm                                                                   | 2300 mm                                                                   |
| Reifen/Felgen:             | VA: 5.25–13 auf 8J × 13 HA: 7.00–13 auf 9,5J × 13                         | VA: 5.25–13 auf 8J × 13 HA: 7.00–13 auf 9,5J × 13                         | VA: 5.25–13 auf 8J × 13 HA: 7.00–13 auf 12J × 13                          | VA: 5.25–13 auf 8J × 13 HA: 7.00–13 auf 12J × 13                          |
| Maße L × B × H:            | 4650 × 1720 × 940 mm                                                      | 4650 × 1720 × 940 mm                                                      | 4033 × 1720 × 940 mm                                                      | 4033 × 1720 × 940 mm                                                      |
| Leergewicht:               | 600 kg                                                                    | 600 kg                                                                    | 600 kg                                                                    | 600 kg                                                                    |
| Höchstgeschwindigkeit:     | ca. 295 km/h                                                              |                                                                           | ca. 325 km/h                                                              | ca. 325 km/h                                                              |

### Porsche-Datenbank
- Porsche 907/6 Langheck Coupé auf Porsche.com (Memento vom 23. März 2009 im Internet Archive)
- Porsche 907/8 Coupé auf Porsche.com (Memento vom 23. März 2009 im Internet Archive)

### Bericht im Internet
- Bilder und Informationen zum Porsche 907 (englisch)